# Revolución china de 1949
La Revolución china de 1949 o Revolución Comunista china fue una revolución social en China que comenzó en 1927 y culminó con la proclamación de la República Popular China (RPC) en 1949. Durante el siglo anterior, denominado el siglo de la humillación, China había enfrentado una escalada social, económica, y problemas políticos como resultado del imperialismo occidental y japonés, y el declive de la dinastía Qing (1644-1912). Las hambrunas cíclicas y un sistema opresivo de terratenientes mantuvieron a la gran masa de campesinados rurales pobres y políticamente privados de sus derechos. El Partido Comunista de China (PCC) fue formado por jóvenes intelectuales urbanos en 1921, inspirados por las ideas socialistas europeas y el éxito de la Revolución rusa de Octubre en 1917. En el Primer Frente Unido, los comunistas inicialmente se aliaron con el nacionalista Kuomintang (KMT). contra las fuerzas de los señores de la guerra locales y los imperialistas extranjeros, pero la matanza de Shanghái de 1927 contra los comunistas ordenada por el líder del KMT, Chiang Kai-shek, marcó el comienzo de la guerra civil china entre nacionalistas y comunistas que finalmente duraría más de tres décadas.
El temprano dominio militar nacionalista obligó al PCC a abandonar su estrategia de apelar al proletariado urbano y, en cambio, establecerse en el campo, como defendía Mao Zedong. Mao ascendió a una posición de liderazgo en el PCC durante la Larga Marcha, en la que el partido evitó por poco la destrucción total. Con una invasión japonesa que desencadenó la segunda guerra sino-japonesa en 1937, los comunistas de Mao entraron en el Segundo Frente Unido con el KMT para repeler a su enemigo mutuo. El PCC aprovechó eficazmente la situación para reconstruir su movimiento en torno al campesinado chino. Tras la rendición japonesa en 1945, China se convirtió en uno de los primeros puntos calientes de la Guerra Fría. Estados Unidos continuó canalizando grandes cantidades de dinero y armas hacia Chiang Kai-shek, pero la corrupción y la baja moral socavaron fatalmente al Ejército Nacional Revolucionario (ENR) nacionalista. Por otro lado, la decisión de la Unión Soviética de permitir a los comunistas el control de las armas y suministros japoneses que quedaron tras la invasión soviética de Manchuria resultó decisiva. El PCC pudo movilizar un ejército masivo de campesinos con su programa de reforma agraria radical y gradualmente comenzó a ganar batallas abiertas contra el KMT. En 1948 y 1949, el Ejército Popular de Liberación (EPL) ganó tres grandes campañas que obligaron a la retirada del gobierno de la República de China a Taiwán. Mao proclamó formalmente la República Popular China el 1 de octubre de 1949.
La victoria comunista tuvo un impacto importante en el equilibrio de poder global: China se convirtió en el Estado socialista más grande por población, así como en una tercera fuerza en la Guerra Fría luego de la ruptura sino-soviética de 1956. La República Popular ofreció apoyo directo e indirecto a los movimientos comunistas de todo el mundo e inspiró el crecimiento de los partidos maoístas en varios países. La conmoción por el éxito del PCC y la emergente teoría del dominó geopolítico que postulaba su expansión por Asia Oriental llevaron a Estados Unidos a organizar sucesivas intervenciones militares en Corea y el Sudeste Asiático. El PCC sigue en el gobierno de China continental y es el segundo partido político más grande del mundo.

## Fracaso de las negociaciones entre nacionalistas y comunistas (agosto de 1945-julio de 1946)

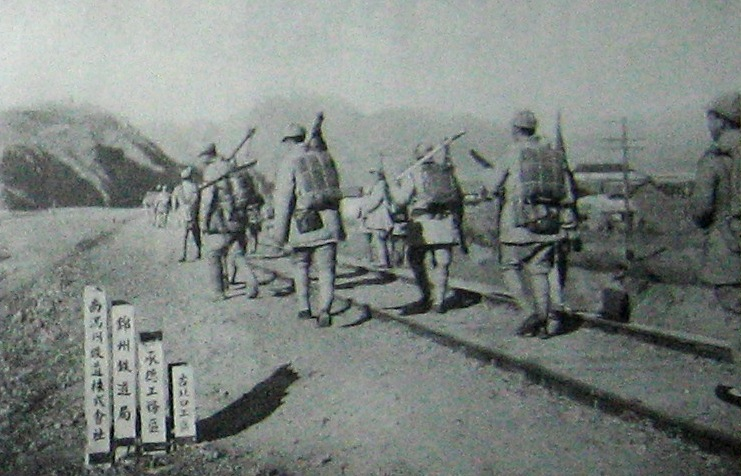
Tropas comunistas avanzando hacia Manchuria. Nacionalistas y comunistas se concentraron en apoderarse de la región tras la rendición japonesa en agosto de 1945, que quedó en principio dominada por los soviéticos.

El 9 de agosto de 1945, después de que los estadounidenses reconociesen la importancia para los soviéticos del noreste chino, estos declararon invadir la región, que arrebataron a los japoneses en pocos días. Tras la pelea y la rendición japonesa ese mismo mes, comunistas y nacionalistas se apresuraron a adueñarse de los territorios hasta entonces ocupados por los ejércitos nipones. Las unidades nacionalistas contaron con la colaboración estadounidense para trasladarse desde el suroeste del país, donde se concentraban sus mejores unidades, al noroeste, movimiento que también imitaron los comunistas, decididos a concentrar sus fuerzas en la misma región.
Representantes de los dos bandos enfrentados en la guerra civil china iniciada en 1927 —y que había quedado relativamente en suspenso durante la ocupación japonesa (1937-1945)— mantuvieron conversaciones en la capital (por entonces Chongqing) del 28 de agosto al 19 de octubre) para poner fin al conflicto, que no fructificaron. Las negociaciones, que no detuvieron la carrera por ocupar el territorio, habían sido propiciadas por los gobiernos estadounidense y soviético, quienes deseaban evitar el desencadenamiento y la reanudación de la guerra entre los dos bandos o el tenerse que enfrentar entre sí por el control de China. Comenzó entonces el último acto de la guerra civil. Nada hacía presagiar entonces que tres años y medio después la victoria sería para los comunistas, dado que su ejército era mucho menos numeroso y estaba peor armado, y que el prestigio del líder nacionalista Chiang Kai-shek, encarnación de la resistencia contra el invasor japonés, se encontraba en su zénit. Para mejorar su posición en el noreste, que entonces dominaban los soviéticos, Chiang firmó con ellos el 14 de agosto un tratado a amistad y alianza que le concedía la soberanía de la región a cambio de una serie de concesiones industriales y de transporte a la URSS. El momento del traspaso del control territorial, no obstante, debían determinarlo los soviéticos, que mientras permitían el despliegue en la zona de las unidades comunistas chinas.

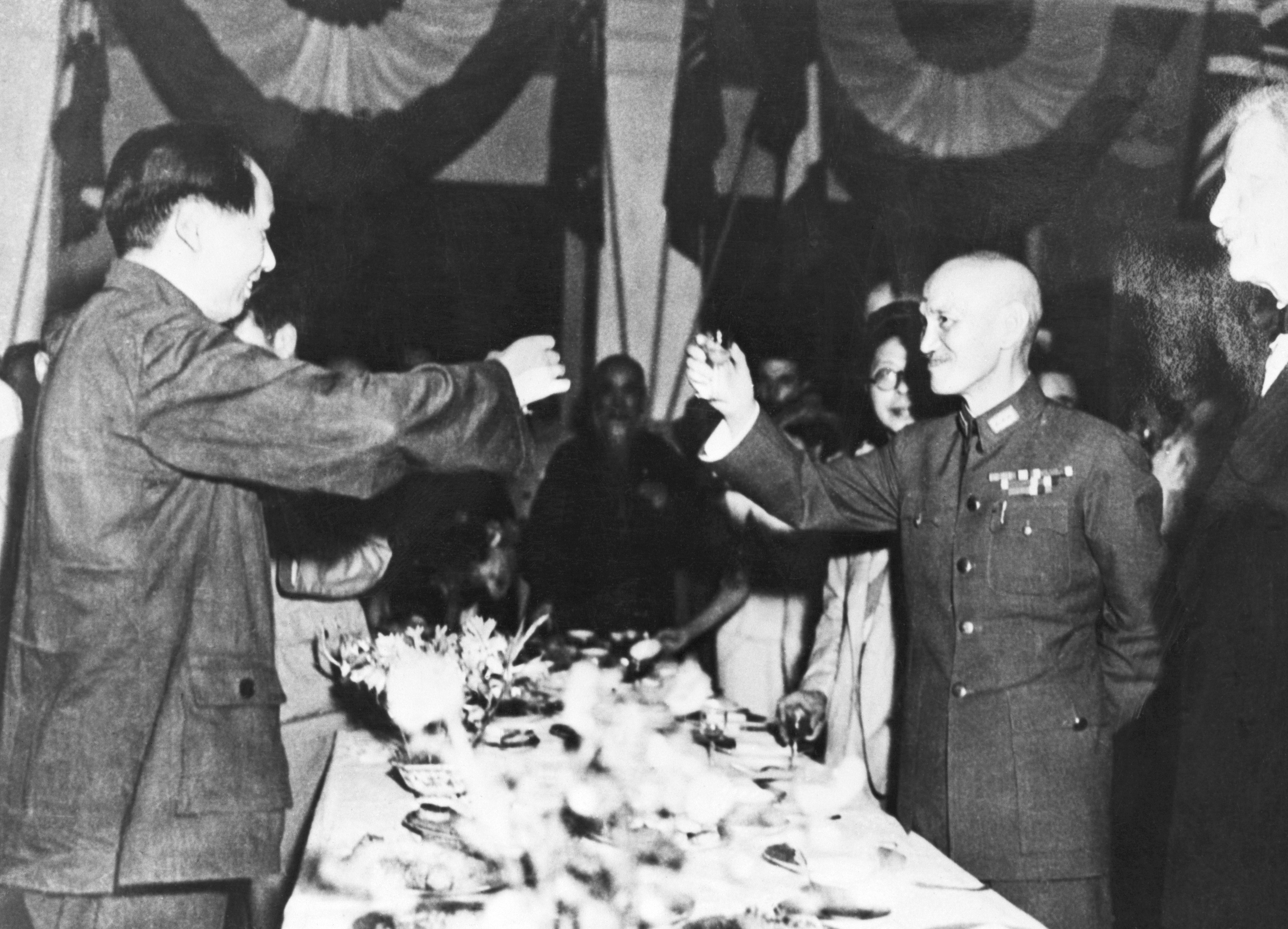
Mao Zedong y Chiang Kai-shek, dirigentes comunista y nacionalista respectivamente, brindando en 1945. Las negociaciones que mantuvieron entre agosto y octubre para evitar la reanudación de la guerra civil fracasaron.

La carrera desenfrenada para ocupar los territorios que habían estado en poder de los japoneses y para apoderarse de sus armas y equipamientos la ganaron los nacionalistas gracias a que los norteamericanos reconocieron a Chiang Kai-shek como la única autoridad legitimada para recibir la rendición de las fuerzas japonesas, a que les proporcionaron los aviones necesarios para llegar antes a las zonas claves del norte y del este desde sus bases en el sudoeste de China, —a más de 1000 kilómetros de distancia— y a que alrededor de 50 000 marines de los Estados Unidos desembarcaron en las provincias de Shandong y de Hebei, ocupando los puertos y aeródromos en nombre de los nacionalistas —incluido el aeropuerto de Pekín—. De esta forma sólo tres meses después del final de la guerra toda la franja costera desde Cantón, en el sur, a Pekín, en el norte, estaba en poder de los nacionalistas.
Por su parte los comunistas, desde su feudo del nordeste de China, se desplegaron en Manchuria, en el extremo norte del país, donde los japoneses se habían rendido al Ejército Rojo de la Unión Soviética que había declarado la guerra a Japón el 8 de agosto, dos días después del lanzamiento de la bomba atómica de Hiroshima. Allí el ejército comunista chino se vio fortalecido gracias al material japonés que los soviéticos le cedieron y al reclutamiento de antiguos soldados del ejército de Manchukuo —el Estado satélite creado por los japoneses tras la invasión japonesa de Manchuria en 1931—, consiguiendo alcanzar los 130 000 hombres, pero todavía muy lejos de los efectivos del ejército nacionalista. A mediados de noviembre, los comunistas habían logrado concentrar unos ciento treinta mil soldados en la región, mediante el traslado de unidades desde Rehe, Hebei y Shandong y el reclutamiento de soldados en la zona, algunos del antiguo Ejército de Manchukuo. Pese al tratado de agosto, los soviéticos rehusaron el desembarco de las unidades nacionalistas en los puertos de Lüshun y Dalian. El control de otros puertos menores (Andong, Yingkou y Huludao) se lo habían entregado a los comunistas chinos. Por ello, los estadounidenses tuvieron que conformarse con desembarcar a las tropas de Chiang (los ejércitos 13.º y 52.º) en Qinhuangdao, al sur de la Gran Muralla China. Desde allí, las unidades nacionalistas atacaron a las comunistas apostadas en Shanhaiguan y penetraron en Manchuria. El mando de los ejércitos nacionalistas en el noreste lo ostentaba el general Du Yuming. Por entonces los nacionalistas gozaban de una amplia ventaja numérica frente a los comunistas: tenían casi cinco veces más tropas en el conjunto del país, y casi seis veces más en la región de Shanhaiguan. En consecuencia, los nacionalistas pudieron apoderarse de esta ciudad el 15 de noviembre y, seguidamente, perseguir al enemigo en dirección a Jinzhou, que este evacuó el 25 del mes.
A continuación y para evitar un choque con los ejércitos soviéticos, las unidades nacionalistas detuvieron su avance por el sur manchuriano y se dedicaron a reforzar sus vulnerables posiciones. Los comunistas hicieron lo propio, protegidos por los soviéticos. La pausa en los combates duró hasta marzo de 1946, cuando los soviéticos se retiraron de la región. Entre noviembre de 1945 y octubre de 1946, los nacionalistas se apoderaron de casi todo el sur de Manchuria. A partir de entonces, sin embargo, los comunistas lograron detener los avances nacionalistas en el norte y, a partir del invierno de 1946-1947, tomar la iniciativa.
En diciembre de 1945 y tras la desairada renuncia del embajador en China, el presidente estadounidense envió al país al general George Marshall con la misión de lograr una tregua entre los bandos enfrentados, formar un ejército mixto bajo control estatal y establecer un Gobierno de coalición democrático. La misión resultó un fracaso. Ninguna de las tres partes que participaron en las negociaciones (nacionalistas y comunistas chinos y estadounidenses) confiaba en las demás. Pese a todo, Marshall obtuvo algunas concesiones de los beligerantes: Chiang tuvo que hacerlo porque dependía de la cooperación estadounidense —criticada por los comunistas— para dominar ciertas posiciones clave (líneas férreas, ciudades y puertos, custodiados por infantes de marina de los EE. UU.), transportar soldados en barcos y aviones americanos, y obtener de Washington las armas y municiones que empleaban sus unidades. Los comunistas, por su parte, también cedieron por insistencia de Stalin, que no deseaba una intervención estadounidense en el norte de China, y porque en aquellos momentos eran el bando militarmente inferior. El engañoso ambiente conciliador le permitió a Marshall imponer una tregua el 10 de enero de 1946. Los dos bandos habían aceptado además un plan para que las fuerzas comunistas se integrasen en un nuevo ejército nacional que quedaría sometido a Chiang y formar una asamblea política consultiva que tratase el futuro del país. Satisfecho con la situación, Marshall regresó a los Estados Unidos en marzo, donde solicitó mayor ayuda económica para el Gobierno de Chiang. En su ausencia, la tensión volvió a crecer.
Chiang se había reservado el derecho de trasladar tropas por Manchuria, lo que había originado choques en enero y febrero de 1946. En marzo comenzó la retirada soviética de la zona. Los soviéticos no avisaron al Gobierno chino y ayudaron a los comunistas a apoderarse de algunas posiciones estratégicas. Los soviéticos entregaron las ciudades a los nacionalistas, en virtud del pacto firmado con ellos el 14 de agosto —«Stalin se esforzaba en mantener todas las opciones abiertas, con el fin de preservar la influencia soviética en China fuera quien fuera el vencedor»—, mientras que enviaban a la Unión Soviética como botín militar la maquinaria de las fábricas instaladas por los japoneses, así como el oro que encontraron en los bancos manchúes. Ante la creciente tensión, Chiang ordenó a Du que emprendiese una gran ofensiva que permitiese tomar Changchun y quizás Harbin y aniquilar a las fuerzas de Lin Biao. Mao, por su parte, ordenó a Lin sostenerse en Changchun con la esperanza de que Marshall impondría a Chiang el fin de los combates y esto permitiría a los comunistas reforzar su control de una vasta franja de territorio que se extendía de Yanan hasta las fronteras soviética y coreana e incluía la Mongolia interior, Chahar y Rehe. Para lograrlo, Lin debía detener a los nacionalistas en el sector de Siping, una pequeña ciudad junto al ferrocarril ubicada a ciento trece kilómetros a sur de Changchun. Pese a considerar errónea la estrategia de Mao, Lin se aprestó a defender la plaza. La segunda batalla de Siping se saldó con una grave derrota comunista. Tras un mes de resistencia, los nacionalistas conquistaron la población el 18 de mayo. uy debilitado por los combates y por las posteriores deserciones, Lin decidió abandonar Changchun y tomar posiciones en torno a Harbin. Du Yuming se preparaba a expulsarlo de allí cuando Chiang aceptó detener las operaciones a petición de Marshall, que había vuelto a China el 18 de abril. La nueva tregua entró en vigor el 7 de junio y se mantuvo inestablemente hasta septiembre.
Mientras los combates cesaban en casi toda Manchuria, los nacionalistas trataron de aplastar al enemigo en otras provincias. Pese a que la lucha fue más reñida de lo esperado por el alto mando nacionalista, las tropas de Chiang lograron expulsar a las comunistas de varias posiciones importantes en Anhui, Hubei, Jiangsu y Shandong durante el verano. En el norte, la principal tarea de Du Yuming era conquistar la provincia de Rehe, dejando de lado las posiciones enemigas en Manchuria, concentradas principalmente en el territorio al norte del río Songhua. Para entonces las conversaciones de paz de Marshall se hallaban empantanadas y los estadounidenses habían perdido toda esperanza de alcanzar un acuerdo. Para contrarrestar la influencia soviética en la zona, siguieron, sin embargo, colaborando con el Gobierno de Chiang.
Por su parte, los comunistas aprovecharon el verano para adoptar una nueva estrategia, abandonando la defensa estática de posiciones, asumiendo el reforzamiento de su influencia en el campo mediante la eliminación del bandidaje y la aplicación de reformas agrarias, y pasando al acoso guerrillero de las unidades enemigas. Desde junio, Lin Biao había asumido el poder político además del militar en la zona.
Mientras tanto tienen lugar en Chongqing —sede del gobierno nacionalista del Kuomintang— cuatro entrevistas entre Mao Zedong y Chiang Kai-shek, auspiciadas por Estados Unidos, y durante las cuales Mao se declara dispuesto a participar en un «gobierno democrático de coalición». Pero las conversaciones se cierran el 11 de octubre de 1945 sin haber alcanzado acuerdos concretos. Dos meses y medio después viaja a China el general George C. Marshall en representación del presidente Harry Truman para forzar la formación de un gobierno de coalición nacionalista-comunista, consiguiendo inicialmente que se declare una tregua y que se forme en Chongquing un organismo tripartito formado por él mismo, el comunista Zhou Enlai, en representación del Mao, y un general nacionalista, en representación de Chiang Kai-shek. Pero la misión de Marshall se salda con un fracaso total por la falta de confianza entre los dos bandos chinos y en enero de 1947 regresa a Estados Unidos —donde al poco tiempo será nombrado secretario de Estado, lanzando el plan para la recuperación de Europa que lleva su nombre—. Los comunistas, por su parte, denuncian el «doble juego» norteamericano, dado que durante todo ese tiempo Estados Unidos había continuando proporcionando armas, municiones y equipamientos al gobierno nacionalista.
Según el sinólogo francés Lucien Bianco, la reanudación de la guerra civil era inevitable, una vez que el enemigo común japonés había desaparecido de la escena, debido a «la oposición absoluta entre dos fuerzas políticas nacionales con programas antitéticos y con ambiciones irreconciliables: una espera conquistar el poder, la otra quiere conservarlo. Una está decidida a promover una revolución social en el campo, la otra quiere prevenirla».

## La reanudación de la guerra civil (1946-1949)

Situación en el invierno de 1948 y 1949
Situación entre abril y octubre de 1949

### La ofensiva nacionalista y sus debilidades (julio, 1946-junio, 1947)

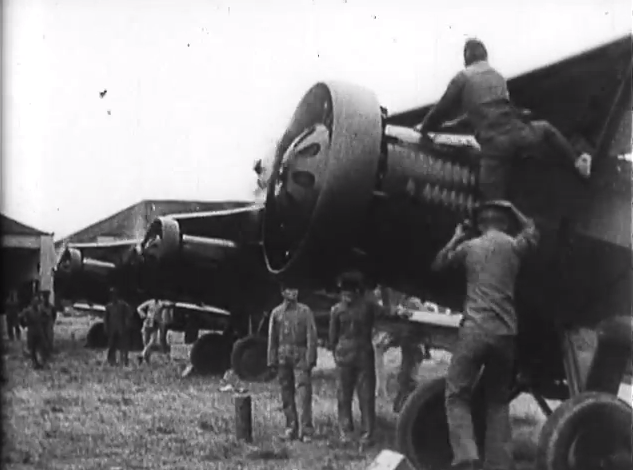
Aviones nacionalistas preparados para un ataque aéreo sobre las bases comunistas.

Situación en torno a marzo de 1947. Ofensiva nacionalista y reacción comunista.

En julio de 1946 los comunistas anuncian la formación del Ejército Popular de Liberación y el 19 de noviembre Zhou Enlai abandona el comité tripartito de Chongqing auspiciado por Marshall y vuelve a Yan'an, al nordeste del país, la capital de la China controlada por los comunistas. Rotas las negociaciones los nacionalistas lanzan una ofensiva sobre Manchuria y el norte de China, ocupando 165 ciudades durante la segunda mitad de 1946. Para noviembre, las victorias nacionalistas en la China al sur de la Gran Muralla, en Rehe y Chahar dispusieron a Chiang para retomar las operaciones en el noreste. El primer paso fue eliminar las escasas posiciones que el enemigo conservaba aún en el sur de Manchuria. La nueva ofensiva comenzó el 9 de octubre y permitió a los nacionalistas apoderarse de Andong (25 de octubre) y Tonghua, que los comunistas abandonaron. La acometida, sin embargo, supuso el último avance gubernamental, ya que una serie de factores estratégicos, logísticos, diplomáticos y políticos impidieron la realización de nuevas conquistas. En lo político, el verano de 1946 fue un periodo de empeoramiento de las relaciones entre el Gobierno chino y el estadounidense, y de aquel con la población china. Desilusionado con la actitud del Gobierno chino, Marshall ordenó en julio el cese de la venta de armamento y pertrechos a China, medida que se aplicó durante diez meses. Pese a ello, los combates continuaron; la amenaza del general estadounidense de renunciar a su puesto de mediador tampoco detuvo la lucha. El 10 de octubre, las tropas gubernamentales tomaron Kalgán, cortando así la comunicación entre Yanan y Manchuria. Por entonces, los nacionalistas alcanzaron el momento de mayor superioridad numérica frente a los comunistas en el noreste chino: contaban con quinientos ochenta mil soldados frente a los trescientos sesenta mil del enemigo. Confiado en la fortaleza de su posición, el 8 de noviembre Chiang ordenó detener los avances en Manchuria y proclamó un alto el fuego unilateral para el día 12. El 16 debía reunirse en sesión la Asamblea Nacional, en la que los comunistas habían decidido no participar; el 19 Zhou Enlai, el representante del partido en Nankín, abandonó esta sin dejar ningún sustituto para tratar con el Gobierno. El mismo día 16, el general Marshall confesó al presidente Truman que creía haber fracasado en su misión. Pese a la ausencia comunistas, la asamblea aprobó una Constitución el 25 de diciembre, que los estadounidenses interpretaron como un cierto avance hacia la implantación de un sistema democrático en China. El 8 de enero de 1947, Marshall abandonó China, teóricamente para informar a Truman de la situación, pero, en la práctica, porque su misión había terminado; su marcha satisfizo tanto a los comunistas como a los nacionalistas, dispuestos a acabar con el conflicto mediante las armas.
Los primeros contraataques comunistas en Manchuria, acaecidos en noviembre de 1946, apenas cambiaron la situación. Lib Biao temía que el enemigo aprovechase la solidificación de los ríos para atravesarlos y atacar Harbin, posibilidad que pareció inminente entre el 9 y el 12 de diciembre. La posición principal al norte del Songhua dependía paradójicamente de los escasos territorios aún bajo control comunista cerca del territorio coreano que podían impedir con su acoso la concentración de Du Yuming en el norte. Pese a su reducida extensión y población (apenas veintitrés mil habitantes, mal dispuestos hacia los comunistas), estas bolsas albergaban dos tercios de los soldados en Manchuria y el mejor armamento con el que contaban las fuerzas de Lin Biao. Tras descartar la retirada hacia el norte, las unidades comunistas del sur de Manchuria se aprestaron para defender sus reducidas posiciones; entre diciembre de 1946 y abril de 1947 repelieron cuatro asaltos enemigos (en la campaña llamada de las Tres expediciones y las Cuatro Defensas). Mientras una de las agrupaciones comunistas se defendía de los embates nacionalistas, la otra cruzaba las líneas y hostigaba la retaguardia enemiga mediante incursiones guerrilleras, en condiciones dificultísimas debidas al crudo invierno manchú. Las incursiones en la retaguardia nacionalista lograron su objetivo, pese a diversos reveses y los obstáculos climáticos. El segundo asalto nacionalista, también fallido, se libró entre el 30 de enero y el 8 de febrero de 1947. La tercera acometida, emprendida por cinco divisiones nacionalistas, comenzó el 13 de febrero y concluyó el 12 de marzo, con una nueva derrota. En la cuarta y última, Du Yuming empleó siete divisiones; los comunistas, en vez de esperar el ataque, tomaron la iniciativa, aniquilando uno de los regimientos enemigos mediante un movimiento de flanco inesperado el 3 de abril. A resultas de esta derrota, el mando nacionalista abandonó la operación. Al tiempo que se libraban los combates en el sur de la región, las fuerzas de Lin Biao en el norte hostigaban también al enemigo, en las llamadas Tres Expediciones, para impedir que concentrase sus fuerzas para eliminar las fuerzas comunistas del sur. La primera consistió en un ataque al sur del Songhua entre el 5 y el 17 de enero, que consiguió atraer fuerzas enemigas al norte al tiempo que les infligía algunas bajas. En la segunda, se libraron dos combates principales, contra dos poblaciones de la llanura, entre el Songhua y Changchun: Chengzijie (favorable a los comunistas) y Dehui (de mayor entidad y en la que las fuerzas de Lin fueron derrotadas). La tercera, una serie de golpes de mano nuevamente al sur del Songhue rematados con una retirada al norte del río, aconteció en la segunda semana de marzo. Para abril, Lin había conseguido detener los avances gubernamentales en Manchuria, pese a que los ejércitos de Chiang continuaban acosando a los comunistas en otras regiones. Los intentos de Chiang de aniquilar al enemigo en una serie de combates decisivos había fracasado.
El 14 de marzo, comenzó el asalto a la base de Mao Zedong en Yan'an. Mao, que no otorgaba gran importancia a la ciudad, la abandonó y permitió que el enemigo la tomase cinco días más tarde, victoria que este empleó en su propaganda. El rápido avance de las fuerzas nacionalistas se explica en gran medida porque los comunistas rehuían de momento los grandes choques y abandonan las ciudades, prefiriendo hacerse fuertes en las zonas rurales —la misma estrategia que habían seguido durante su lucha contra los ocupantes japoneses—. Adoptando una actitud defensiva en Manchuria, donde los esfuerzos de eliminación habían fallado pero esperaba contener los avances enemigos, Chiang trató de aplastar a los comunistas más al sur, en la provincia de Shandong.
Mientras Chiang se aprestaba a concentrar sus esfuerzos de Shandong, los mandos comunistas decidieron desbaratar los planes gubernamentales mediante nuevas ofensivas en Manchuria. Lin emprendió una ofensiva en dos fases: en la primera, que duró del 13 de marzo al 3 de junio, sus unidades se dedicaron a acometer los puntos débiles de los nacionalistas, eliminar unidades aisladas y conquistar pequeñas ciudades. La dispersión de los nacionalistas benefició a los comunistas, que atacaron en varios puntos de la región. Como consecuencia del éxito de esta primera fase, Lin acometió la segunda: el asalto a las fuerzas enemigas de Sun Liren, cuyo cuartel general se hallaba en Siping. Esta era una posición clave que unía Changchun y Shenyang, aunque apenas contaba con unos cien mil habitantes (una ciudad pequeña para la escala china). La batalla por la ciudad, que se libró en junio, fue reñidísima y el avance comunista, lento y muy costoso. El 1 de julio y ante la llegada de socorro a los defensores, los comunistas se retiraron, pese a que para entonces habían expugnado la mayoría de la plaza, que había quedado casi arrasada por los combates. Los comunistas habían fracasado en su primer asalto a una ciudad grande y bien defendida, y retomaron la táctica de acoso indirecto y aniquilación de las unidades enemigas en tránsito de una posición a otra. Pese a la derrota, los comunistas habían obtenido ciertas ventajas del choque: habían obligado al enemigo a concentrar sus fuerzas y a evacuar Rehe y Liaoning oriental y le habían infligido importantes pérdidas, que los nacionalistas tenían dificultades en recuperar.
Según el sinólogo francés Lucien Bianco, la ofensiva nacionalista de mediados de 1946 a mediados de 1947 acentuó el error estratégico de Chang Kai-shek que sería uno de los elementos claves que le conducirían a la derrota:

El error estratégico más grave, lo conocemos ya: consiste en ocupar sistemáticamente la más grande extensión posible de territorios abandonados por los japoneses. Para aprovisionar desde la China central guarniciones tan alejadas como Changchun o Jilin, era indispensable mantener y proteger miles de kilómetros de líneas férreas. Pasados los meses y los años, las tropas nacionalistas se han encontrado dispersas un poco por todas partes: a lo largo de las vías de comunicación o en las ciudades. Ellas han perdido el hábito y los motivos de combatir: en el mejor de los casos preocupadas en mantener su fortaleza o su abrigo, donde amontonar víveres y municiones y de ahorrarlos para estar preparados para hacer frente al ataque temido. […] En el peor, que no es raro, se llama deserción. No sólo deserciones, sino defecciones de unidades enteras… que se pasan con armas y bagajes a las filas del Ejército Popular de Liberación. Las tropas, que no saben porqué combaten, saben al menos que los soldados del ejército enemigo no son maltratados….

### El contraataque comunista (mediados de 1947-mediados de 1948)
A partir de mediados de 1947, el ejército comunista bajo el mando de Lin Biao lanzó varias contraofensivas en Manchuria, inmovilizando a las guarniciones nacionalistas estacionadas en las ciudades de Changchun, Jilin y Shenyang, e inutilizando las líneas férreas que comunican con ellas, lo que obliga al gobierno nacionalista a enviar los refuerzos mediante un costoso puente aéreo. Al mismo tiempo lanzan una ofensiva más al sur que les permite ocupar una buena parte de las provincias de Hebei y Shanxi. El 25 de diciembre de 1947, Mao presenta un informe al Comité Central del Partido Comunista Chino que rebosa confianza en la victoria: «La guerra revolucionaria del pueblo chino ha llegado a un momento decisivo… Un momento decisivo de la historia». Cuatro meses después, el EPL reconquista Yan'an, y a continuación ocupa las dos principales ciudades de Henan —Luoyang y Kaifeng— y Jinan, la capital de Shandong.
Como consecuencia del victorioso contraataque comunista la moral de combate de las fuerzas nacionalistas se hunde, lo que contrasta con el optimismo imperturbable de sus dirigentes. Una prueba de ello es que los comunistas dejan de enviar a «campos de reeducación» a los soldados del ejército nacionalista hechos prisioneros porque con una única sesión de educación política ya están listos para combatir en las filas del EPL.
En marzo de 1948, Lin Biao había conseguido cercar al enemigo en tres puntos: el I Cuerpo de Ejército, con seis divisiones y unos cien mil soldados al mando del general Zheng Dongguo se encontraba cercado en Changchun; el VI Cuerpo de Ejército, formado por seis ejércitos y unos ciento cincuenta mil hombres mandados por el general Fan Hanjie defendía el nudo ferroviario clave de Jinzhou y parte del ferrocarril Beiping-Shenyang; por último, en Shenyang se encontraba los cuerpos de ejército VIII y IX, compuestos por ocho ejércitos y algunas unidades menores, con unos trescientos mil soldados en total, al mando del general Wei Lihuang, que ostentaba además el mando supremo del frente del noreste.

### Las victorias comunistas decisivas (septiembre de 1948-enero de 1949)

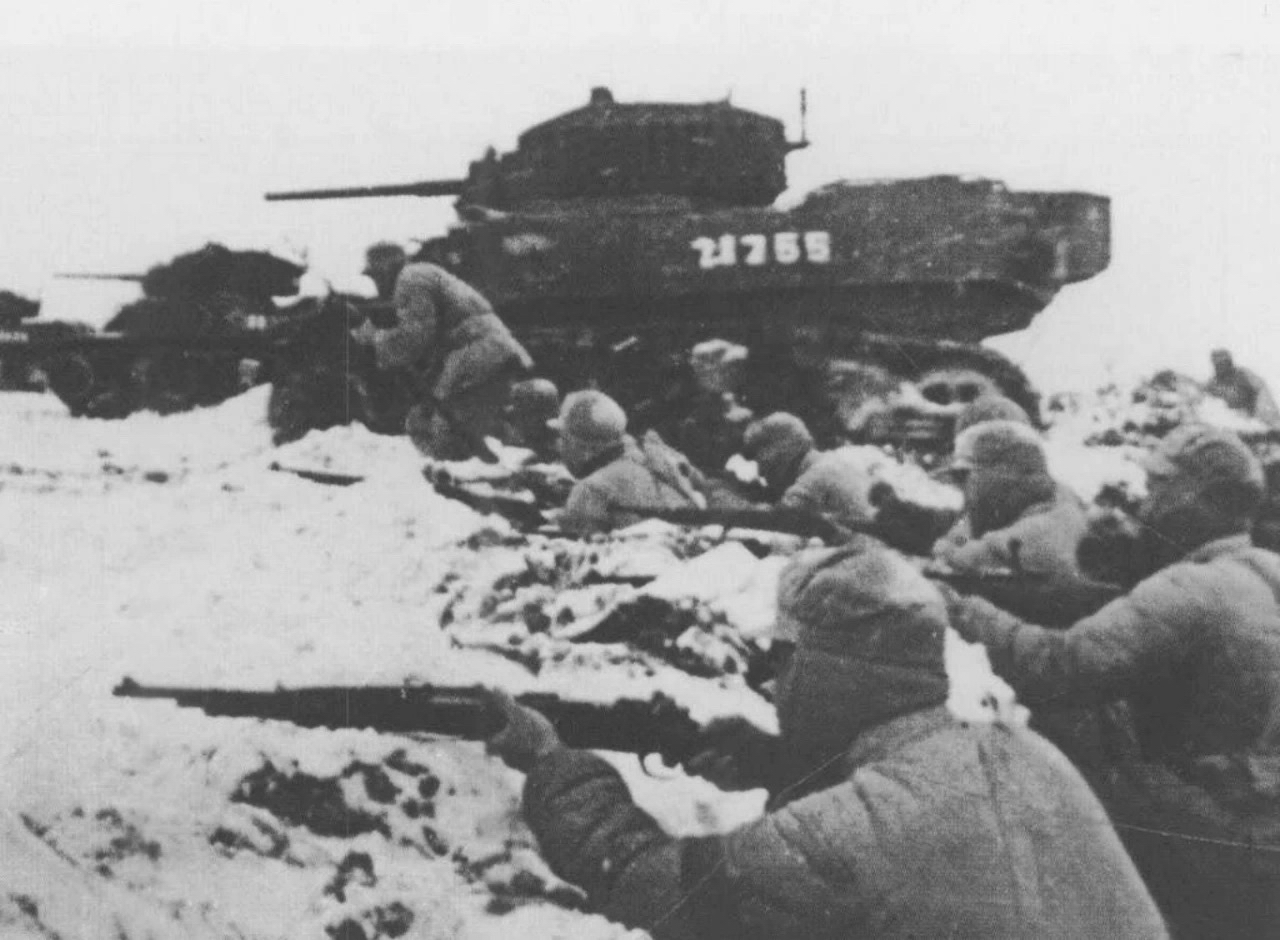
Ofensiva de las tropas del Ejército Popular de Liberación durante la batalla decisiva de Huai-hai, cerca de Xuzhou.

Situación en el otoño de 1948.

En septiembre de 1948 Lin Biao lanza en el nordeste la mayor ofensiva desplegada hasta entonces por el ELP y en menos de dos meses se apodera de toda Manchuria —el ejército nacionalista perdió casi medio millón de hombres, entre los que se encontraban las mejores divisiones entrenadas y armadas por los norteamericanos—. Un consejero militar norteamericano del ejército nacionalista explicó así la derrota de las fuerzas de Chiang Kai-shek:

Desde mi llegada [a China], ninguna batalla se ha perdido por culpa de la falta de municiones o de equipamiento. En mi opinión, todos los desastres militares [de los nacionalistas] pueden ser atribuidos al peor mando que se haya dado en el mundo y a numerosos otros factores que minan la moral y pueden conducir a una pérdida total de la voluntad de combatir.

Para mediados de septiembre de 1948, los comunistas se habían apoderado del disputado noroeste del país, que los dos bandos trataban de dominar desde la rendición japonesa en agosto de 1945. El 12 de ese mes comenzó la campaña de Liao-Shen, clave en el conflicto, y que duró hasta el 2 de noviembre de ese año. A continuación se libró la de Huai-Hai, del 8 de noviembre al 10 de enero de 1949, también crucial según algunos historiadores. En la de Liao-Shen, Lin Biao trató de eliminar a los ejércitos enemigos concentrados en torno a Changchun, Shenyang y Jinzhou, que se hallaban aislados entre sí. El nombre de la campaña se debe a que se libró principalmente en la parte occidental de la provincia de Liaoning y en torno a la capital de la Shenyang: de Liaoning-Shenyang se deriva Liao-Shen. En esta serie de choques, setecientas mil tropas comunistas, apoyadas por otros trescientos treinta mil soldados de la reserva y combatientes locales, se enfrentaron con unos quinientos cincuenta mil enemigos, divididos entre los tres ejércitos mencionados. La campaña tuvo tres fases: la primera consistió  en el embolsamiento y conquista comunista del centro ferroviario de Jinzhou, en el oeste de Liaoning, entre el 12 de septiembre y el 19 de octubre y de la ciudad de Changchun, que llevaba sitiada desde mayo, ese mismo día de octubre. Durante el sitio, se calcula que fallecieron cien mil personas de hambre; el cerco concluyó debido al cambio de bando de uno de los dos ejércitos que defendían la plaza. Durante esta primera fase, Chiang-Kai-Shek había tratado en vano que las copiosas fuerzas apostadas en Shenyang avanzasen hacia el norte para socorrer las plazas cercadas, a lo que se negó el general que mandaba las tropas, convencido de que si lo hacían serían aniquiladas en el terreno desfavorable que se extendía entre Shenyangy Jinzhou. La segunda fase duró del 20 al 28 de octubre. En esos días, Lin Biao atacó inopinadamente un cuerpo de ejército enemigo que se hallaba en la parte occidental de Liaoning, entre Shenyang y Jinzhou, y que Chiang Kai-shek esperaba pudiese recobrar Jinzhou. El cuerpo de ejército fue aniquilado por las fuerzas de Lin Biao. La tercera fase de la campaña, que se extendió del 28 de octubre al 2 de noviembre, los comunistas conquistaron Shenyang y el cercano puerto de Yingkou. La campaña eliminó algunos de los principales ejércitos nacionalistas (las bajas ascendieron a 472 000 soldados) y aseguró el control comunista del noreste chino, una zona rica en recursos naturales, líneas férreas, puertos e industria. Además, supuso el momento en el que los comunistas pasaron de la guerra de guerrillas a las grandes operaciones militares de corte más clásico y a atacar grandes ciudades.
En noviembre comienza la batalla decisiva de la guerra, el Waterloo de Chiang Kai-shek —y la mayor batalla desde el final de la Segunda Guerra Mundial—. Fue la campaña de Huai-hai durante la cual cerca de medio millón de hombres —cincuenta y una divisiones— fueron cercados en los alrededores de la ciudad de Xuzhou (provincia de Jiangsu), ciento cincuenta kilómetros al norte de Nankín, por las fuerzas comunistas comandadas por los generales Chen Yi y Liu Bocheng, conocido como el dragón tuerto. Para romper el cerco Chang Kai-shek envió un ejército dotado de equipamiento pesado, pero los nacionalistas se rindieron el 10 de enero de 1949. Así entre septiembre de 1948 y enero de 1949 el ejército nacionalista perdió cerca de un millón de hombres, y a partir de entonces la superioridad del EPL fue aplastante, tanto en soldados como en material.

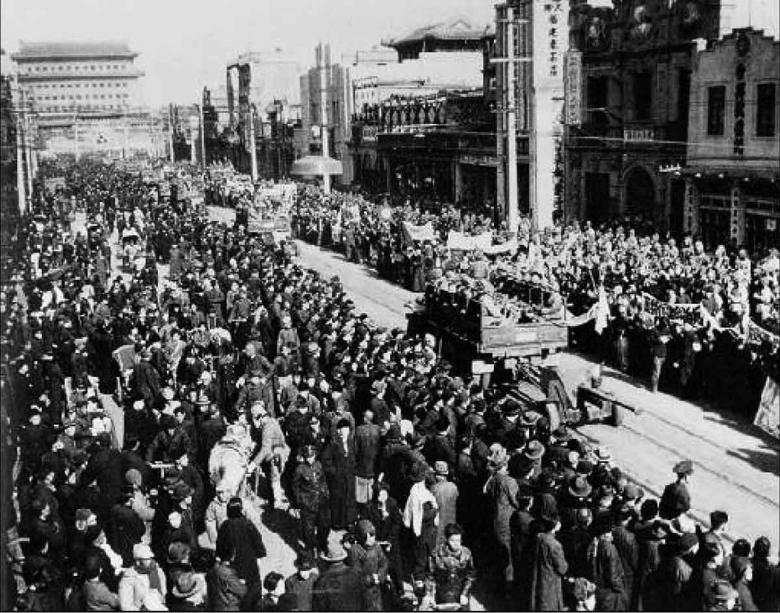
El Ejército Popular de Liberación entra en Pekín el 22 de enero de 1949.

Chan Kai-shek ofreció entonces entablar negociaciones y pidió la mediación de Gran Bretaña, Estados Unidos, la Unión Soviética y Francia, pero las cuatro potencias rechazaron la propuesta. El 14 de enero los comunistas dieron a conocer sus condiciones entre las que destacaba la eliminación del «criminal de guerra» Chang Kai-sheck. Siete días más tarde éste dimitía y cedía sus poderes al vicepresidente, el general Li Zongren. Al día siguiente, 22 de enero, las fuerzas comunistas entraban en Pekín, la antigua capital imperial. Tianjin también cayó en sus manos en la misma operación, la llamada campaña de Ping-Jin, que duró del 29 de noviembre de 1948 al 31 de enero de 1949.

## La ofensiva final y la proclamación de la República Popular de China (enero-octubre de 1949)
En febrero comenzaron en Pekín las negociaciones entre nacionalistas y comunistas, mientras que el EPL llegaba al río Yangzi. Tras dos meses de conversaciones no se alcanzó ningún acuerdo, por lo que los comunistas cumplieron su amenaza de que después del 20 de abril reanudarían la ofensiva, y dos días después entraban en Nankín, la antigua capital de la República China. En mayo son ocupadas Shanghái y otras grandes ciudades y capitales de provincia. Mientras, Chang Kai-shek preparaba la huida con sus fuerzas a la isla de Formosa, en contra de la opinión de Li Zongren que proponía resistir en las provincias del suroeste. El 15 de octubre de 1949 el EPL llegaba a Cantón, la ciudad más importante del sur. Dos semanas antes, el 1 de octubre, Mao Zedong había proclamado en Pekín la República Popular de China.
En diciembre Chiang-Kai-Shek y los restos de sus ejércitos se refugiaron en Taiwán, que esperaban fuese atacada por los comunistas en cualquier momento.

## Conclusión: las causas de la victoria comunista

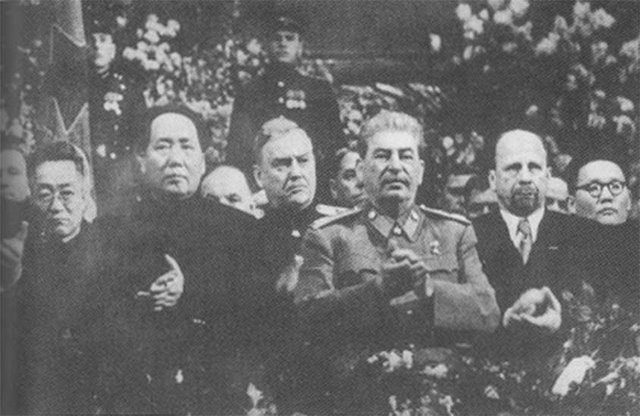
Mao y Stalin juntos en Moscú

Entre las causas de la victoria final de los comunistas se han destacado los militares, señalando las debilidades del ejército nacionalista frente a la fuerza del EPL comunista: «continuidad del mando (Zhu De, Peng Dehuai, Lin Biao, Chen Yi, Liu Bocheng)… Estrategia simple y audaz a la vez, que busca el aniquilamiento de las fuerzas enemigas y no la defensa o la toma de ciudades o de territorios. Movilidad extrema, o mejor, disponibilidad perpetua (se traslada todo —salvo a los desgraciados civiles— a toda prisa y se deja al enemigo el lugar vacío y el éxito ilusorio), que contrasta con la relativa inmovilidad de las guarniciones nacionalistas. Rechazo de las batallas ordenadas y de los combates de desgaste, donde las pérdidas y ganancias se equilibran: se rodea, por el contrario, y se ataca con fuerza a pequeños grupos enemigos, una aplastante superioridad local compensando la inferioridad numérica global del Ejército Rojo. Junto a mil y una tácticas y astucias de la guerra de guerrilla, capacidad de pasar, cuando la oportunidad se presente, a la guerra convencional, a las grandes batallas y al asedio de ciudades. Finalmente, moral y disciplina que contrastan con las de las "fuerzas del orden": el reclutamiento, tragedia aquí, es un honor en las "regiones liberadas" [bajo control de los comunistas]. Moral reforzada por los éxitos tácticos: esta multiplicidad de escaramuzas y de pequeñas batallas, esta guerra sin nombre que desconcierta a los nacionalistas aumenta la confianza de los soldados del Ejército Rojo, testigos de esta acumulación de pequeños éxitos».
Pero la victoria comunista también se debió a causas sociales y políticas. El EPL se ganó el apoyo de las clases populares, y singularmente del campesinado pobre, aunque no lo consiguió desde el primer momento y nunca de forma completa. En 1946 los comunistas deciden sustituir las reformas moderadas del periodo de la guerra mundial (reducción de los arrendamientos y de las tasas de interés) por una política radical basada en el principio de «la tierra para los que la trabajan». Se procede entonces al reparto de las propiedades y de los animales e instrumentos agrarios entre los campesinos arrendatarios y pobres, en medio de una ola de violencia y de terror protagonizada por estos de la que son víctimas las élites rurales tradicionales (en revancha, en los pueblos que son reocupados por el ejército nacionalista se desata el «terror blanco» contra los activistas comunistas y contra los campesinos que se han beneficiado del reparto de la tierra). En 1948 se frena esta política radical, tachada de «desviacionismo de izquierdas», para atraerse el apoyo de los campesinos medios que también ha sido víctimas del «terror rojo», ya que para la dirección comunista la revolución agraria es un instrumento al servicio de un fin: ganar la guerra civil. De todas formas, con esta política el EPL consigue reclutar a cientos de miles de soldados pertenecientes a familias campesinas (solo en Manchuria se incorporan al EPL más de un millón y medio de hombres).

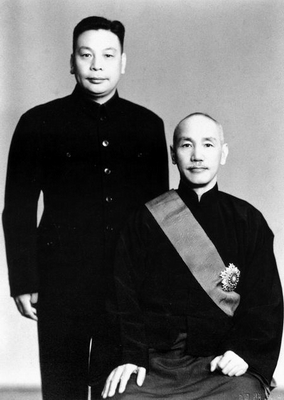
Chiang Kai-shek junto a su hijo Chiang Ching-kuo en 1948.

Simultáneamente el régimen de Chiang Kai-shek y su ejército se desmoronan a un ritmo acelerado, por lo que, como ha señalado Lucien Bianco, «los éxitos comunistas deben menos a su poder de atracción que a los fallos adversos». Una de las razones principales del desmoronamiento, junto con la corrupción que corroe al régimen nacionalista, es la hiperinflación provocada por las continuas emisiones de billetes para sufragar los gastos militares y estatales —la sustitución del fabi por el yuan de oro decretada en agosto de 1948, cuando un dólar estadounidense se cambiaba ya por doce millones de fabis, no solucionó el problema—, ya que provoca la ruina sobre todo de las clases medias de las ciudades, el sector social en el que se apoyaba el régimen, y entre las que se incluyen lo funcionarios y los militares cuyos sueldos no aumentan al mismo ritmo en que crecen los precios, lo que, por otro lado, intensifica la corrupción —y las deserciones en el ejército—. La hiperinflación es tan brutal que el valor del papel con el que se hacen los billetes llega a superar al de su valor monetario, lo que explica que una gran papelera de la provincia de Guangdong comprara 800 cajas de billetes de dos mil yuan de oro para fabricar papel virgen. De esta forma se va extendiendo la convicción de que los comunistas no pueden ser peores, incluso entre los medios burgueses —«esto no puede durar más», escribe el autor de un informe escrito en diciembre de 1948—. A los comunistas «se les espera con esperanza o temor, resignación o alivio, pero se les espera: ¡que al menos cese la incertidumbre y que la guerra acabe, que se ponga fin al absurdo tormento cotidiano!».
Alain Roux también explica la derrota de los nacionalistas de Chiang Kai-shek no solo por causas militares:

Chiang perdió un conflicto que no podía ganar. Había rechazado desde los años 1930 las reformas sociales y políticas indispensables para modernizar China. Su régimen, minado por la corrupción y la inflación, descansaba sobre un ejército desacreditado y desmoralizado. Por último, había escogido Manchuria para la prueba de fuerza final, contra la opinión de sus consejeros americanos, región donde los comunistas podían beneficiarse plenamente de la ayuda militar soviética, mientras que ese terreno de batalla alargaba peligrosamente las líneas de comunicación nacionalistas.

## Resultado de la Revolución China
- Victoria comunista y toma de control de China continental.
- La República Popular China establecida en China continental.